# Givonne
Givonne är en kommun i departementet Ardennes i regionen Grand Est (tidigare regionen Champagne-Ardenne) i nordöstra Frankrike. Kommunen ligger  i kantonen Sedan-Nord som ligger i arrondissementet Sedan. År 2022 hade Givonne 1 055 invånare.

## Befolkningsutveckling
Antalet invånare i kommunen Givonne
Referens: INSEE